# King 810
King 810 (ранее просто King) — американская метал-группа из Флинта, штат Мичиган, созданная в 2007 году. На текущий момент состоит из Дэвида Ганна и Юджина Гилла. Первым релизом группы был их независимый мини-альбом под названием Midwest Monsters (2012 год), который принес им подписание контракта с Roadrunner Records; они выпустили свой второй EP под названием "Proem" дебютный студийный альбом Memoirs of a Murderer в том 2014 году.

## История

### Формирование (2007 — 2012)
Группа официально сформирована в декабре 2007 года в городе Флинт, штат Мичиган; тем не менее, четыре члена группы выступали вместе ещё до этого. Группа состоит из фронтмена и вокалиста Дэвида Ганна (ранее известный как Дэвид Суон), гитариста Эндрю Била, бас-гитариста Юджина Гилла и барабанщика Эндрю Воркмана. Дэвид Ганн рассказал в журнале Metal Hammer, что он начал писать тексты для группы, когда был арестован.
В 2008 году сообщалось, что группа подписала контракт с Equal Vision Records, что гитарист Джейсон Хейл делает группу Chiodos, и что они намерены выпустить полноформатный студийный альбом.
В 2009 году King гастролировали по всей Америке, в декабре 2008 года группа выпустила демо-версии треков на Myspace, и сообщалось, что они записали альбом с Марком Михалик на "37 Studios" в Детройте. Тем не менее, в августе 2009 года группа внезапно покинула лейбл без заявленной причины, и альбом не был реализован. Предполагается, что Джейсон Хейл покинул группу в это время, так как он не упоминается ни в одном из своих последующих действий. Число '810', которое является кодом города Флинт, штат Мичиган, родного города группы, стал использоваться в названии группы после того, как они покинули Equal Vision.
В июне 2012 года Дэвид Ганн подвергся нападению, когда отказался отдать сумку во время ограбления. Он получил огнестрельное ранение и удар ножом, но пережил нападение и продолжал писать тексты для дебютного альбома и независимого EP "Midwest Monsters", который был сильно вдохновлен этим событием и предыдущим опытом. Альбом был официально выпущен только физически.

### Memoirs of a Murderer(2013 — наше время)

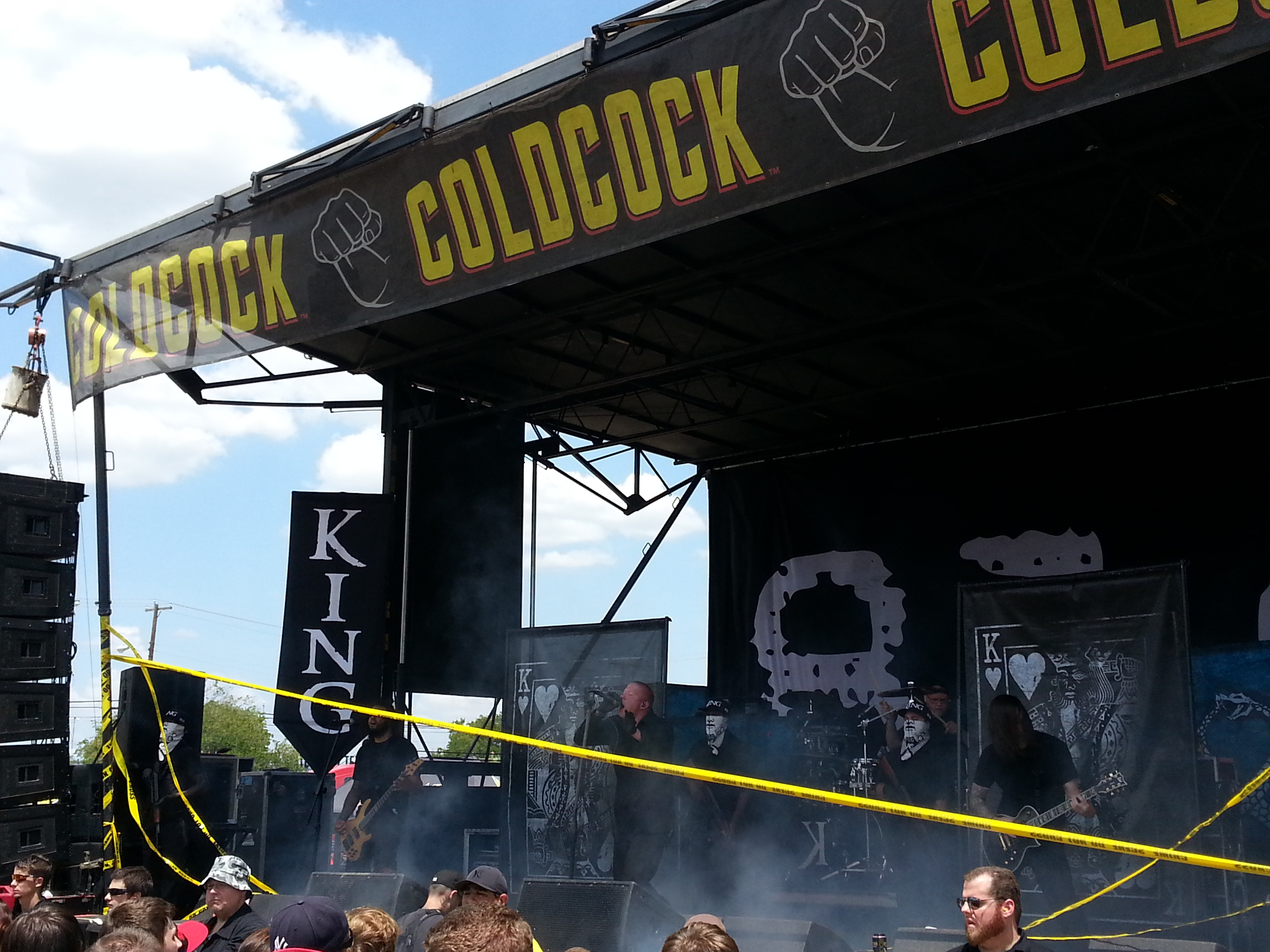
King 810 выступают на Coldcock American Herbal Whiskey Stage на Mayhem Festival 2014

Выпустили клип на свой первый сингл, "Killem All", 31 марта 2014 г. Песня была позже использована, чтобы продвинуть их первый дебютный релиз Proem через Roadrunner Records. В мае группа выступила на Rock on the Range. Группа выпустила EP "Proem" 9 июня—после того, как представила его в Интернете. Они также присоединились к  фестивальному туру Mayhem 2014 года с июня по август с хедлайнерами Avenged Sevenfold и Korn.
Группа первоначально намеревалась выступить на Download Festival в июне 2014 года, но выступление пришлось отменить. В июле, наряду с выпуском их второго сингла "Fat Around the Heart», они объявили свой первый дебютный студийный альбом, который будет называться Memoirs of a Murderer и будет выпущен 18 августа в цифровом формате и через день физически. Альбом был их первым вошел в чарты; 18 на Billboard 'Top Hard Rock Альбомы и 8 в топе Heatseekers.
Группа, наконец, сделали свой дебют производительности в Великобритании в сентябре, чтобы быть частью "Download Freezes Over" тур при поддержке "Astroid Boys" и "Hand the Bastard". В конце 2014 года они гастролировали в поддержку Slipknot вместе с Korn, играя США показывает, в том числе Knotfest они продолжили этот тур в начале 2015 года в Соединенном Королевстве. В феврале они выпустили произнесенное слово трек, который поставляется в качестве текущей серии под названием "Anatomy 1:5" который не представлен на любом альбоме, ни в одном из альбомов но в качестве автономного промосингла. Группа сделала их дебютное выступление в Австралии в рамках 2015 года по Soundwave в конце февраля и начале марта. С 8 апреля по 3 июня они выступали с Tech N9ne в продвижении своего нового альбома в таких странах как Австралия и Новая Зеландия.
В январе 2016 года группа выпустила песню под названием "We Gotta Help Ourselves", чтобы собрать деньги и осведомить о токсическом кризисе воды в их городе Флинт, штат Мичиган. Наряду с выпуском песни они объединились с локальная торговую точку продажи одежды в городе Флинт, чтобы создать уникальные футболки, а все доходы идут в направлении Фонда сообщества Большого Флинта Флинта по уходу за детьми и здравоохранения и фонд развития.
В феврале 2016 года, на Facebook группы опубликовали фотографию певца Дэвида Ганна со следующей фразой: "Может быть, пришло время сделать еще один трек - Ганн"("Perhaps it's time to do another record. - Gunn.")

## Фанаты
Участники фан-клуба группы предварительно датирует свое официальное формирование и нынешнее название. В своем родном городе Флинт, штат Мичиган, их поклонники, как известно, были буйными на концертах, с одним известным случаем происходит в местном музыкальном экспо под названием 'Dirtfest' в 2009. Поклонники моша яростно, ломали заборы, и отбивались от полицейских сил, пытающихся успокоить их; кто-то зажёг фейерверк и направил в толпу, и когда звук был в конечном счете отрезан, поклонники продолжали петь песни. Ещё до популярности группы, поклонники были замечены с татуировками на их голенях кода Флинта области (810) аналогичны тем, которые отображаются группой.

## Участники
Действующие участники
- Дэвид Ганн - вокал (2007 - наст. время)
- Юджин Гилл - бас-гитара (2007 - наст. время)

Бывшие участники
- Джейсон Хэйл - гитара (2008 - 2009)
- Эндрю Бил - гитара (2007 - 2018)
- Эндрю Воркмэн- барабаны (2007 - 2018)

## Дискография

### Студийные альбомы
| Title                                     | Album details                                                          | Peak chart positions | Peak chart positions | Sales         |
| Title                                     | Album details                                                          | US Hard Rock         | US Heat.             | Sales         |
| ----------------------------------------- | ---------------------------------------------------------------------- | -------------------- | -------------------- | ------------- |
| Memoirs of a Murderer                     | - Released: August 18, 2014 - Label: Roadrunner - Formats: CD, digital | 18                   | 8                    | - US: 10,000+ |
| La Petite Mort or A Conversation With God |                                                                        |                      |                      |               |
| Suicide king                              | 2019                                                                   |                      |                      |               |

### Мини-альбомы
| Название         | Сведения об альбоме                                                 |
| ---------------- | ------------------------------------------------------------------- |
| Midwest Monsters | - Released: June 9, 2012 - Label: Independent release - Formats: CD |
| Proem            | - Released: May 13, 2014 - Label: Roadrunner - Formats: Digital     |

### Синглы
| Название               | Год  | Альбом                |
| ---------------------- | ---- | --------------------- |
| "Killem All"           | 2014 | Proem                 |
| "Fat Around The Heart" | 2014 | Memoirs Of A Murderer |

### Клипы
| Название                   | Год  | Альбом                | Режиссёр            |
| -------------------------- | ---- | --------------------- | ------------------- |
| "Killem All"               | 2014 | Proem                 | Неизвестен          |
| "Fat Around the Heart"     | 2014 | Memoirs of a Murderer | John ‘Quig’ Quigley |
| "War Outside"              | 2014 | Memoirs of a Murderer | Unknown             |
| "State of Nature"          | 2014 | Memoirs of a Murderer | Unknown             |
| "Murder Murder Murder"     | 2014 | Memoirs of a Murderer | Неизвестен          |
| "Desperate Lovers"         | 2014 | Memoirs of a Murderer | David Gunn          |
| "Eyes (Sleep It All Away)" | 2015 | Memoirs of a Murderer | John “Quig” Quigley |
| "Vendettas (Feat. Zuse)"   | 2015 | Midwest Monsters 2    | Неизвестен          |
| "Devil Don't Cry"          | 2015 | Memoirs of a Murderer | DK Gunn             |
| "I Aint Goin Back Again"   | 2015 |                       | DK Gunn             |